# 那須烏山警察署

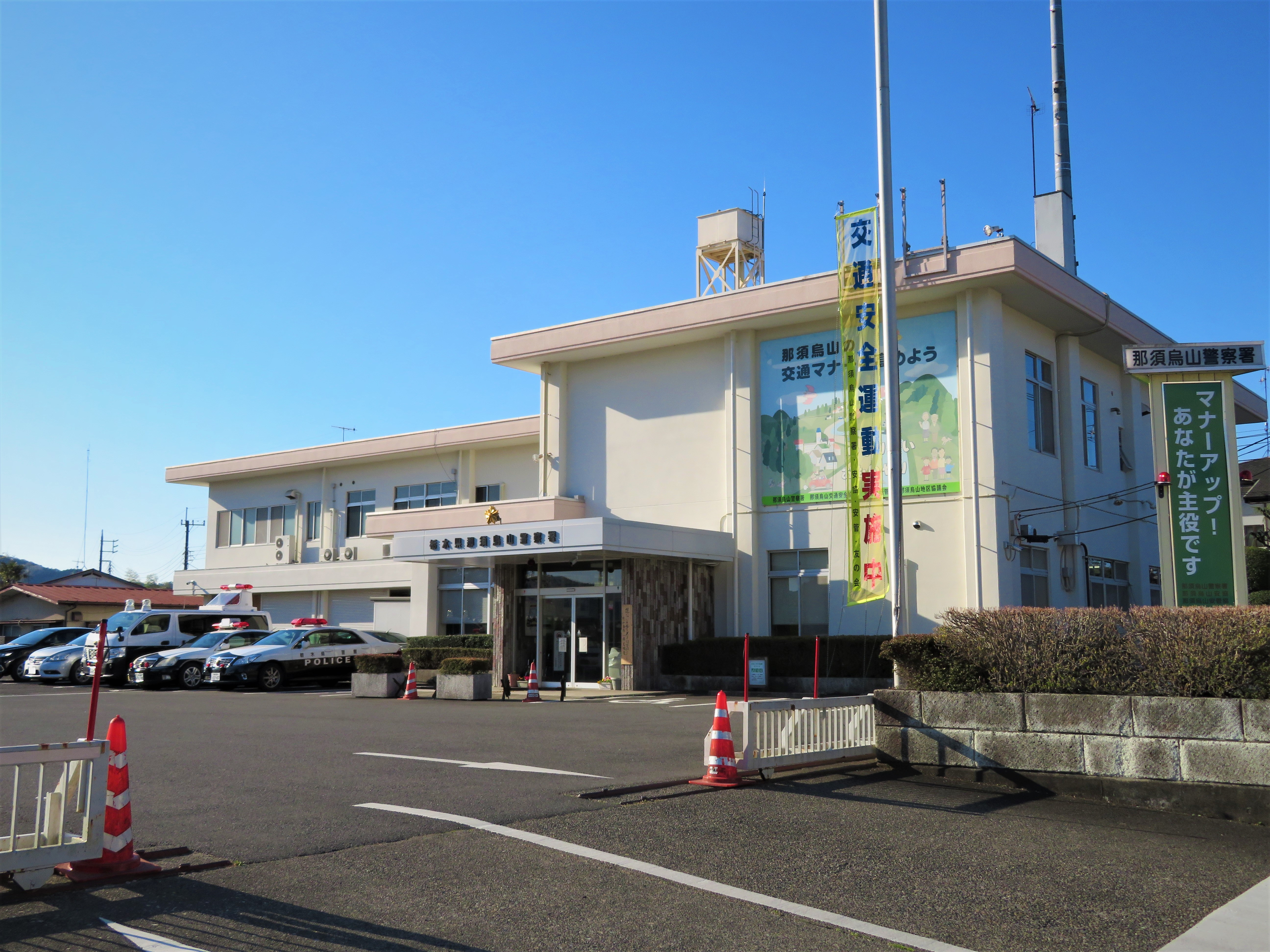
那須烏山警察署

那須烏山警察署（なすからすやまけいさつしょ）は、栃木県警察が管轄する警察署の一つである。

## 管轄区域
- 那須烏山市

## 所在地
- 栃木県那須烏山市初音3番6号

## 沿革
- 2006年（平成18年）- 那須烏山市誕生に伴い烏山警察署から那須烏山警察署に改称

## 組織
- 署長(警視)
- 次長兼警務課長兼取調べ監督官(警部) - 警務課
- 地域課
- 交通課
- 生活安全課
- 刑事課

## 交番
- 烏山駅前交番 - 那須烏山市南2丁目920番地8

## 駐在所
- 上境駐在所 - 那須烏山市上境226番地8
- 七合駐在所 - 那須烏山市谷浅見1072番地1
- 田野倉駐在所 - 那須烏山市田野倉170番地5
- 福岡駐在所 - 那須烏山市小倉1179番地2
- 江川駐在所 - 那須烏山市下川井303番地2